# クリーム (基礎化粧品)
クリーム（cream）とは皮膚を保護し、潤いを与える凝乳状の基礎化粧品である。日本標準商品分類では化粧品のクリームを、マッサージ・コールドクリーム、モイスチャークリーム、その他のクリームの3つに大きく分けている。
ミネラルオイル（鉱物油）、ワセリン、オリーブ油などの油分と水、それを混ぜ合わせる乳化剤、保湿剤、防腐剤、香料を基本的な成分とする。クレーム、スキンフードとも呼ばれ多く化粧水か乳液の後など肌の手入れの最後に使用する。広義では、頭髪用のヘアクリームも含まれる。
日本では薬機法で決められた有効成分を含有していれば、「治す」といった違反にあたらない表現の制限範囲の中で効能を表示することができる。

## クリームの種類

### 機能による分類
ナリシングクリーム（nourishing cream）
皮膚を保湿し柔軟にする機能のクリーム。通常、保湿クリームと呼ばれるもので、エモリエントクリーム、ナイトクリーム、ナリシングクリームともいう。
マッサージクリーム
皮膚の血行を促進し柔軟にする機能をもつクリーム。
クレンジングクリーム
皮膚の洗浄や化粧落としに使用するクリーム。
メイクアップクリーム
化粧下地に使用するクリームでベースクリーム、プレメイクアップクリームともいう。
コールドクリーム（cold cream）
洗顔、化粧落とし、マッサージなどに用いる、油性のクリーム。詳しくはコールドクリームを参照。
バニシングクリーム（vanishing cream）
皮膚の保護、化粧下地、髭剃り後などに用いる油分の少ない、又は全く配合されない弱油性のクリーム。ステアリン酸を主成分とし、さっぱりとした使用感がある。
デオドラントクリーム
防臭目的のクリーム。
シェービングクリーム（shaving cream/shave cream）
髭を剃る際に使用するクリーム。髭に擦り込んだ後、剃刀で剃る。剃刀負けを防ぐ為、抗炎症剤、化膿止めを配合する。用途外の使用方法の一つとして、パイ投げのクリームに代用される。

### 使用部位による分類
アイクリーム(eye cream)
目の皺、たるみを防ぐ為に用いるクリーム。目の周りの皮膚は敏感な為、刺激の少ない処方が多い。
ハンドクリーム(hand cream)
手の荒れを防ぎ、滑らかにする為のクリーム。使用後の家事や業務に差し支えないよう、さっぱりとした仕上がりが好まれる。
リップクリーム(lip cream/chap stick)
唇の荒れを防ぎ、口紅の付きをよくするクリーム。ワセリン、パラフィンを配合して硬く仕上げ多く筒状の容器に入れる。
ボディクリーム
顔以外に使うクリーム、保湿以外にも香水の代わりに使うことも出来る。ボディローションの一種。